# Müschenbach
Müschenbach ist eine Ortsgemeinde im Westerwaldkreis in Rheinland-Pfalz. Sie gehört der Verbandsgemeinde Hachenburg an.

## Geographische Lage
Müschenbach liegt in einer Höhe von 336 m ü. NHN drei Kilometer von Hachenburg entfernt am „Eingang“ der Kroppacher Schweiz. Wanderwege führen in das nahe gelegenen Tal der Nister und zur Abtei Marienstatt. Nördlich des Ortes liegt Astert, im Osten bzw. im Südosten Nister und Hachenburg, im Süden Hattert und im Westen Marzhausen.

## Geschichte
Die erste urkundliche Erwähnung Muskinbach geht auf das Jahr 1348 zurück. Der Ort ist jedoch als -bach-Ort wesentlich älter. 1359 erscheint der Ort als Mußenbach und 1362 als Muchenbach. Der Name ist vom lateinischen Muscus (Moos) und dem althochdeutschen musse abgeleitet und bedeutet so viel wie Ort am Moosbach gelegen. Der Ort lag ursprünglich 700 m westlich des alten Ortskerns „In der Altenmüschenbach“ (Wüstung).
Müschenbach gehörte zum Kirchspiel Altstadt und bis Ende des 18. Jahrhunderts landesherrlich zur Grafschaft Sayn. Die Einwohner wurden nach der Einführung der Reformation in der Grafschaft Sayn erst lutherisch und später reformiert. Nach der Landesteilung der Grafschaft Sayn im 17. Jahrhundert gehörte Müschenbach zur Grafschaft Sayn-Hachenburg.
1799 kam die Grafschaft auf dem Erbweg an die Fürsten von Nassau-Weilburg. Im Zusammenhang mit der Bildung des Rheinbundes kam die Region und damit auch Müschenbach 1806 an das neu errichtete Herzogtum Nassau. Unter der nassauischen Verwaltung war Müschenbach dem Amt Hachenburg zugeordnet. Nach der Annexion des Herzogtums Nassau, kam der Ort 1866 an das Königreich Preußen und gehörte von 1868 an zur Provinz Hessen-Nassau und zum Oberwesterwaldkreis. Seit 1946 ist Müschenbach Teil des Landes Rheinland-Pfalz.
Bevölkerungsentwicklung
Die Entwicklung der Einwohnerzahl von Müschenbach, die Werte von 1871 bis 1987 beruhen auf Volkszählungen:
| Jahr | Einwohner |
| ---- | --------- |
| 1815 | 171       |
| 1835 | 219       |
| 1871 | 259       |
| 1905 | 341       |
| 1939 | 629       |
| 1950 | 682       |

| Jahr | Einwohner |
| ---- | --------- |
| 1961 | 760       |
| 1970 | 927       |
| 1987 | 983       |
| 2005 | 1.030     |
| 2011 | 999       |
| 2017 | 969       |

## Kulturgeschichte / Sehenswürdigkeiten

### Abteiliches Hofgut Müschenbach
Zu den historischen Gebäuden des Ortes zählt das ehemalige Abteiliche Hofgut Müschenbach (heute Haus Pritzer, Dorfstraße 14), das zur Abtei Marienstatt gehörte und 1359 erstmals erwähnt wurde. Der Hof war ständig verpachtet. Zum Wohnhaus, das 1790 neu erbaut wurde, gehörten auch eine Scheune, ein Stall und ein Backhaus. Nach der Aufhebung des Klosters wurde der Hof 1803 verkauft. Jakob Pritzer erwarb ihn 1816 für 700 Gulden.

### Ehemaliges Jagdschloss Luisenlust
Einen Kilometer westlich des Ortes an der B 414 stand ein in den Jahren 1747 bis 1750 erbautes Jagdschloss Luisenlust der in Hachenburg residierenden Burggrafen von Kirchberg, benannt nach der Ehefrau des Burggrafen Wilhelm Ludwig von Kirchberg, der Wild- und Rheingräfin Louise (1721–1791). Von dem Bau ist nichts mehr erhalten. Das Schloss war eine Miniaturausgabe anderer berühmter Jagdschlösser. Es bestand aus einem Haupthaus und zwei Pavillons und war von einem großen, gestalteten Garten umgeben, in dem von 1754 bis 1765 eine Fasanerie bestand. 1795 wurde die Pflege der Außenanlage eingestellt. Das Schloss diente von da an vor allem als Behausung für Forstbedienstete. Der Hauptbau wurde 1796 durch ein Feuer zerstört, das sich aus einem nicht gelöschten Wachfeuer durchziehender französischer Truppen entwickelt hatte. Im Jahr 1800 standen die Pavillons noch, waren aber bereits baufällig und von Anwohnern durch den Diebstahl von Baumaterial beschädigt worden.

### Steinkreuz am „Kaiserlichen Friedhof“

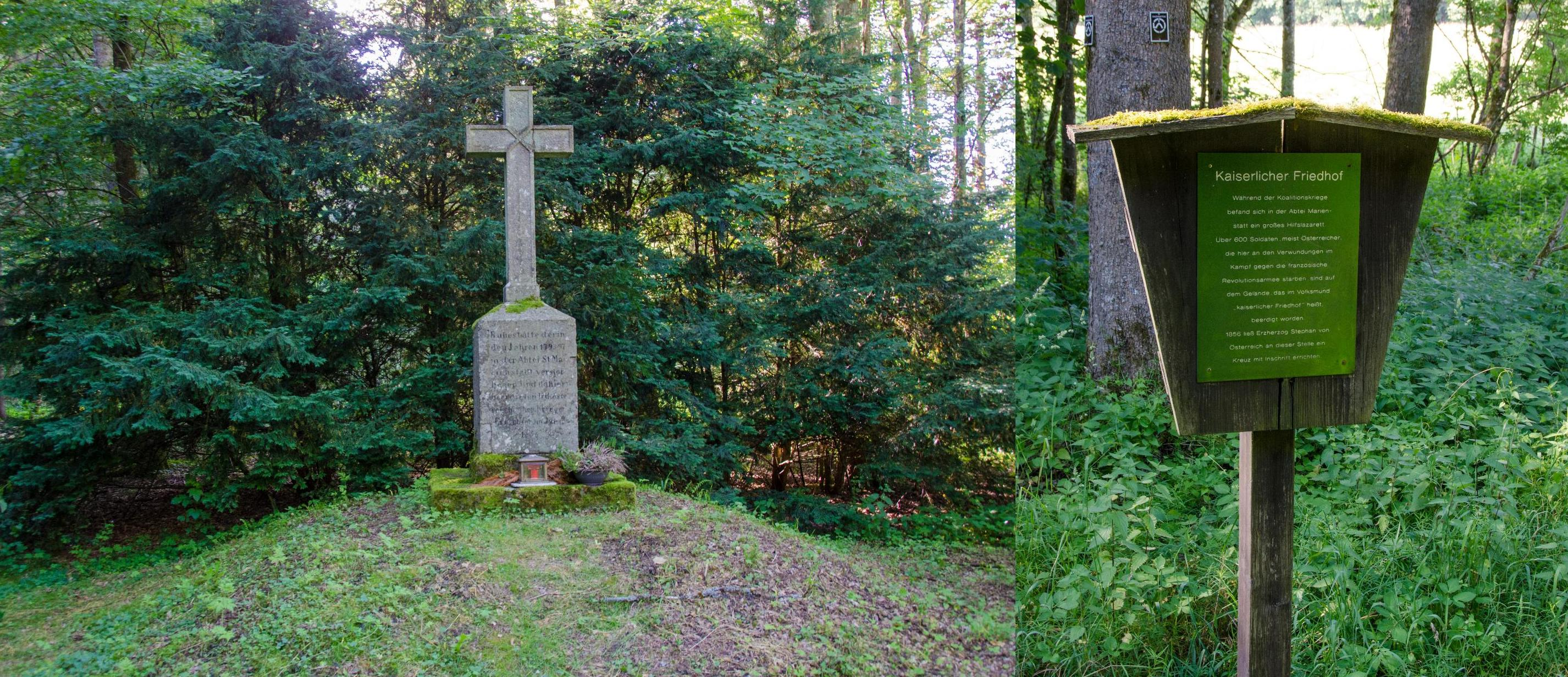
Kaiserlicher Friedhof

500 m nordwestlich von Marienstatt steht das Steinkreuz am „Kaiserlichen Friedhof“. Auf diesem Soldatenfriedhof liegen über 600 österreichische Soldaten begraben, die 1793–1797 während der Koalitionskriege im Kampf gegen die französischen Revolutionstruppen verwundet wurden und im Lazarett Kloster Marienstatt starben. 1856 ließ Erzherzog Stephan von Österreich dort ein Denkmal für die Gefallenen errichten. 1901 wurde es renoviert und ist heute ein Kulturdenkmal.

### Burgruine „Froneck-Nister“ /„Felsenstübchen“
Auf dem Burgberg gegenüber Marienstatt befindet sich das sogenannte „Felsenstübchen“, die Burgruine „Froneck-Nister“. Es handelt sich um die Reste des im 14. Jahrhundert von den Grafen von Sayn angefangenen Burgbaus Froneck (Vroneck). Auf Anordnung des Erzbischofs von Köln wurde die Burg jedoch um 1343 wieder abgetragen. Das ehemalige Burgverlies ist unter dem Namen „Felsenstübchen“ bekannt. Vor der Gründung des Klosters Marienstatt befand sich an dieser Stelle die Burg Nister. Sie diente als Straßensicherung der Handelsstraße Köln-Leipzig, die vor dem Bau der Hachenburg die Nister hier bei Marienstatt überquerte und durch den Nauberg über Norken nach Herborn führte.

### Alter Eisenweg
Im Mittelalter führte vom Siegerland her der „Alte Eisenweg“ von Luckenbach an der Gemarkungsgrenze Streithausen/Nister entlang bis zur großen Furt an der Nistermühle, dann führte er aufwärts zum weit späteren Haltepunkt Marienstatt der Bahn, dann weiter nach Altstadt. Gen Süden setzte er sich dann über Limburg an der Lahn nach Frankfurt und Mainz fort. Als Hohlweg ist er zwischen der Nistermühle und der B 414 noch gut zu erkennen.

## Politik

### Gemeinderat
Der Gemeinderat in Müschenbach besteht aus zwölf Ratsmitgliedern, die bei der Kommunalwahl am 9. Juni 2024 in einer Mehrheitswahl gewählt wurden, und der ehrenamtlichen Ortsbürgermeisterin als Vorsitzender. Bis zur Wahl 2014 gehörten dem Gemeinderat wegen einer höheren Einwohnerzahl 16 Ratsmitglieder an, 2019 fand eine personalisierten Verhältniswahl statt, da drei Listen eingereicht wurden.
Die Sitzverteilung im Gemeinderat:
| Wahl | WGF a             | WGK b             | WGN c             | Gesamt   |
| ---- | ----------------- | ----------------- | ----------------- | -------- |
| 2024 | per Mehrheitswahl | per Mehrheitswahl | per Mehrheitswahl | 12 Sitze |
| 2019 | 2                 | 6                 | 4                 | 12 Sitze |
| 2014 | per Mehrheitswahl | per Mehrheitswahl | per Mehrheitswahl | 12 Sitze |

### Bürgermeister
Birgitta Käckermann wurde im Sommer 2019 Ortsbürgermeisterin von Müschenbach. Bei der Direktwahl am 26. Mai 2019 war sie mit einem Stimmenanteil von 68,59 % gewählt worden. Bei der Direktwahl am 9. Juni 2024 wurde sie als einzige Bewerberin mit 86,4 % für weitere fünf Jahre in ihrem Amt bestätigt.
Käckermanns Vorgänger Bernd Kolodziej war 2019 nicht erneut angetreten.

### Wappen
| Wappen von Müschenbach | Blasonierung: „Eine eingebogene goldene Spitze, darin drei übereinander stehende Rauten; rechts in Blau eine goldbesamte silberne Rose mit Stiel und Blättern, links in Rot ein doppelschwänziger, blaubewehrter und -gezungter goldener Löwe.“ |
| Wappen von Müschenbach | Wappenbegründung: Die drei Rauten verweisen auf die Edelfreien von Nister, die bis zum Ende des 12. Jahrhunderts Grundherren auf Burg Nister waren, die silberne Rose erinnert an die Abtei Marienstatt, die mit dem Abteilichen Hofgut Müschenbach über Jahrhunderte Grundbesitz im Ort hatte, der Löwe (= Leopard) verweist auf die Grafen von Sayn. Das blaue Feld steht für die Zugehörigkeit zum Herzogtum Nassau und zur preußischen Provinz Hessen-Nassau. |

## Veranstaltungen
Die jährlich stattfindende Kirmes, das Brunnenfest und der Karneval mit Umzug sind neben dem alle vier Jahre stattfindenden Meilerfest mit einem echten Kohlenmeiler und dazugehörigem Köhler die Veranstaltungshöhepunkte der Gemeinde.

## Wirtschaft und Infrastruktur

### Kommunale Einrichtungen
In der Gemeinde gibt es eine Grundschule und einen Kindergarten. Außerdem existieren in der Gemeinde ein Bürgerhaus mit Gemeindebücherei sowie ein Waldlehrpfad und ein Wanderwegenetz.

### Verkehr
- Müschenbach wird über die B 414 an das überörtliche Verkehrsnetz angebunden. Zu den Autobahnanschlüssen der A 3 Ransbach-Baumbach und Dierdorf gelangt man über die B 8/B 413.
- Der Ort Müschenbach liegt unweit des Bahnhaltepunktes Hattert an der Bahnstrecke Limburg–Altenkirchen (Oberwesterwaldbahn), welche als Linie RB 90 (Westerwald-Sieg-Bahn) von der Hessischen Landesbahn (HLB) bedient wird.
- Der Bahnhof Au (Sieg) liegt etwa 17 km von Müschenbach entfernt. Hier besteht Anschluss in Richtung Köln und Siegen über den Rhein-Sieg-Express RSX, welcher von Aachen über Köln und Betzdorf (Sieg) nach Siegen verkehrt sowie an die S-Bahn Linie 12, welche von Düren über Köln nach Au pendelt.